# Helstonemonument
Het Helstonemonument is een gedenkzuil op het Kerkplein in Paramaribo, Suriname. Het herinnert aan de Surinaamse componist Johannes Helstone.
Het werd onthuld op 11 januari 1948. Het werd gemaakt door Charles Nieleveld van wie ook het Monument voor de gevallenen afkomstig is dat twee jaar eerder aan de Waterkant was onthuld. In de top van het monument bevinden zich de initialen H M die Helstone Musicus betekenen. Eronder staat een achtste noot. Aan het monument zijn twee plaquettes bevestigd waarop Johan Mezas Helstones beeltenis heeft gegraveerd. Het monument is gemaakt van graniet en beton. Aan twee zijden van het monument bevinden zich twee grasperkjes met een fontein.
Johannes Helstone (1853-1927) ging voor opleiding naar het Koninklijk Conservatorium van Leipzig. Naast componist ontwikkelde hij zich als pianist en schrijver. Hij brak internationaal door als componist met Het pand der goden, een opera in vijf bedrijven. Zijn opera werd vier keer opgevoerd in Thalia, waarbij hij de laatste keer met een fakkeltocht voor een huldiging naar Buiten-Sociëteit Het Park werd geleid. Hij kreeg meerdere aanbiedingen om in het buitenland te komen werken, maar sloeg deze telkens af. Daarentegen gaf hij muziekles op lagere scholen, speelde hij in de hervormde kerk en gaf begeleiding aan bekende musici uit die tijd.